# Louis Clarke
Louis Alfred "Pinky" Clarke, född 23 november 1901 i Statesville i North Carolina, död 24 februari 1977 i Fishkill i New York, var en amerikansk friidrottare.
Clarke blev olympisk mästare på 4 x 100 meter vid olympiska sommarspelen 1924 i Paris.